# Evangelische Kirche (Wössingen)

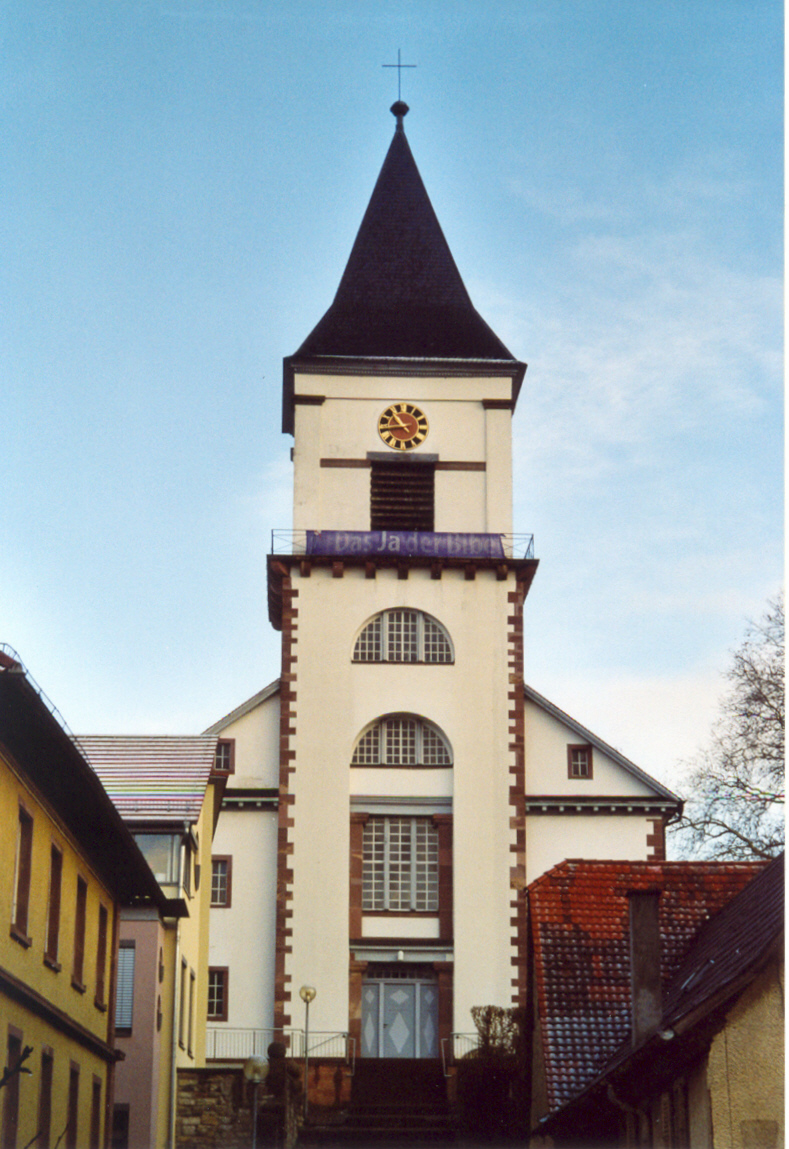
Evangelische Kirche in Wössingen

Die Evangelische Pfarrkirche in Wössingen, einem Ortsteil der Gemeinde Walzbachtal im Landkreis Karlsruhe in Baden-Württemberg, wurde von 1817 bis 1822 errichtet. Die Kirche ist ein geschütztes Baudenkmal. Die Kirchengemeinde gehört zum Kirchenbezirk Bretten-Bruchsal der Evangelischen Landeskirche in Baden.

## Geschichte
Traditionell gab es zwei evangelische Kirchengemeinden im Ort, eine in Unterwössingen und die andere in Oberwössingen. 1816 kam es zur Vereinigung der beiden selbständigen Gemeinden, die jeweils eine Kirche und ein Pfarrhaus besaßen.
Die Pläne der gemeinsamen neuen Kirche sind von Friedrich Weinbrenner entworfen worden. Die Grundsteinlegung fand am 21. Oktober 1817 und die Einweihung fand am 21. April 1822 statt. Durch den Konkurs des Bauunternehmers war der Bau der Kirche unterbrochen worden.

## Architektur
Die im Stil des Klassizismus erbaute Kirche liegt am oberen Ende einer langen Freitreppe und dominiert den Ort. Der Kirchturm steht an der Vorderseite des Langhauses. Der Eingang liegt in einer hohen, als Triumphbogen konzipierten Nische.

## Epitaphe
Aus der ehemaligen Kirche in Oberwössingen wurden 1822 die Grabdenkmäler von drei ehemaligen Schlossherren in die neue Kirche überführt. Die Grabdenkmäler des Hans von Stain von Raichenstein und seiner Ehefrau Margarethe, geb. von Westerstedt, aus dem Jahr 1575. Das Grabmal eines Herren von Wildungen und das Grabmal des Johann Georg Schilling von Cannstatt († 23. Juli 1728) und seiner Gemahlin Sophie Magdalena Katharina von Widerhold.